# Гайдук Іван Михайлович
Іван Михайлович Гайдук (1 травня 1923, Умань — 7 травня 2004, Черкаси) — український живописець. Автор етюдів, тематичних картин, натюрмортів,пейзажів та портретів. Дипломант Міжнародної програми «Мистецький олімп», полковник козацтва

## Життєпис
На уманському базарі було знайдено двомісячне немовля з запискою: 
```
«Гайдук Іван Михайлович, народився 1 травня 1923 року»
```

Малюка оформили до дитячого будинку,  Виховувався в дитбудинку, перебував у трудовій колонії, був учасником Другої світової війни.
Убитий під час роботи над портретом Василя Стуса. Убивцю знайшли, він отримав вирок — довічне ув'язнення.

## Родина
- Дружина - Тетяна Микитівна
- Донька -  Нелі
- Син - Віктор
- Онуки - Тетяна, Сергій та Віктор
- Правнуки - Кирило, Адріан, Андрій

## Творчість
Написав понад 600 картин, які Іван Михайлович не продавав, він їх дарував колгоспам, музеям, православним храмам, картинним галереям не тільки в Україні, а й за кордон. Сьогодні його роботи знаходяться у приватних колекціях шанувальників мистецтва Канади, Англії, Словаччини, Угорщини, Польщі та Росії. Нині у 22-х селах стоять його пам'ятники воїнам, які загинули у війну. 

### Основні твори
Гайдук написав портрети майже всіх гетьманів України, також ним було створено живописні образи Івана Богуна, Івана Мазепи, Романа Шухевича, Степана Бандери.
портрети (подано у формі таблиці):
- «Автопортрет» (1947, 1985),
- «Дочка» (1973),
- «М. Старицький», «Клятва Богдана в Чигирині» (обидва – 1980),
- «Тортури І. Гонти в Умані», «Дружина», «Весільний портрет сина» (усі – 1981),
- «Онука Таня» (1983),
- «Автопортрет з онуком Сергієм» (1986),
- «Б. Литвин» (1989),
- «Останній кошовий отаман Запорізської Січі Петро Калнишевський у Соловецькому монастирі», «Н. Квітківська» (обидва – 1990),
- «В. Симоненко», «Мати Симоненка», «Студентка з книгою» (усі – 1991),
- «Т. Довганюк» (1992),
- «Іван Кривоніс»;

пейзажі (подано у формі таблиці):
- «Хата С. Руданського» (1952),
- «Морський прибій» (1960),
- «Повінь у сосновому лісі» (1973),
- «Село Халаїдове» (1980), «Липа» (1981),
- «Дуб Т. Шевченка у с. Прохорівка» (1985),
- «Де ти бродиш, моя доле?» (1988),
- «Зимовий ранок» (1991);

натюрморти (подано у формі таблиці):
- «Натюрморт із бузком» (1957),
- «Натюрморт із кавуном» (1974),
- «Натюрморт із піонами» (1983),
- «Натюрморт із виноградом» (1990).

## Відзнаки
Українська православна церква визнала його своїм заслуженим художником і відзначила пам'ятною медаллю «Заслужений іконописець України».